# Taoudenni
Koordinaten: 22° 41′ N, 3° 59′ W
Taoudenni (oder Taoudeni) ist eine Salzmine in einer Sebkha, einem früheren Salzsee der Sahara, 700 km nördlich von Timbuktu in Mali. Sie ist bekannt für ihr gutes Steinsalz.

## Geschichte
Nach der Eroberung der jahrhundertelang genutzten Salzmine von Taghaza durch die aus Marokko stammenden Saadier wurde 1586, zur Zeit des Songhaireiches, die Salzmine in Taoudenni eröffnet und mit Sklaven betrieben. 1906 beschrieb ein französisches Kamelreiter-Korps (Méharisten) zwei Wege von Timbuktu nach Taoudenni. Während der Herrschaft von Moussa Traoré diente die Salzmine von 1969 bis 1988 als Straflager für Dissidenten, von denen viele die Strapazen der Zwangsarbeit nicht überlebten.

## Gewinnung der Salzplatten

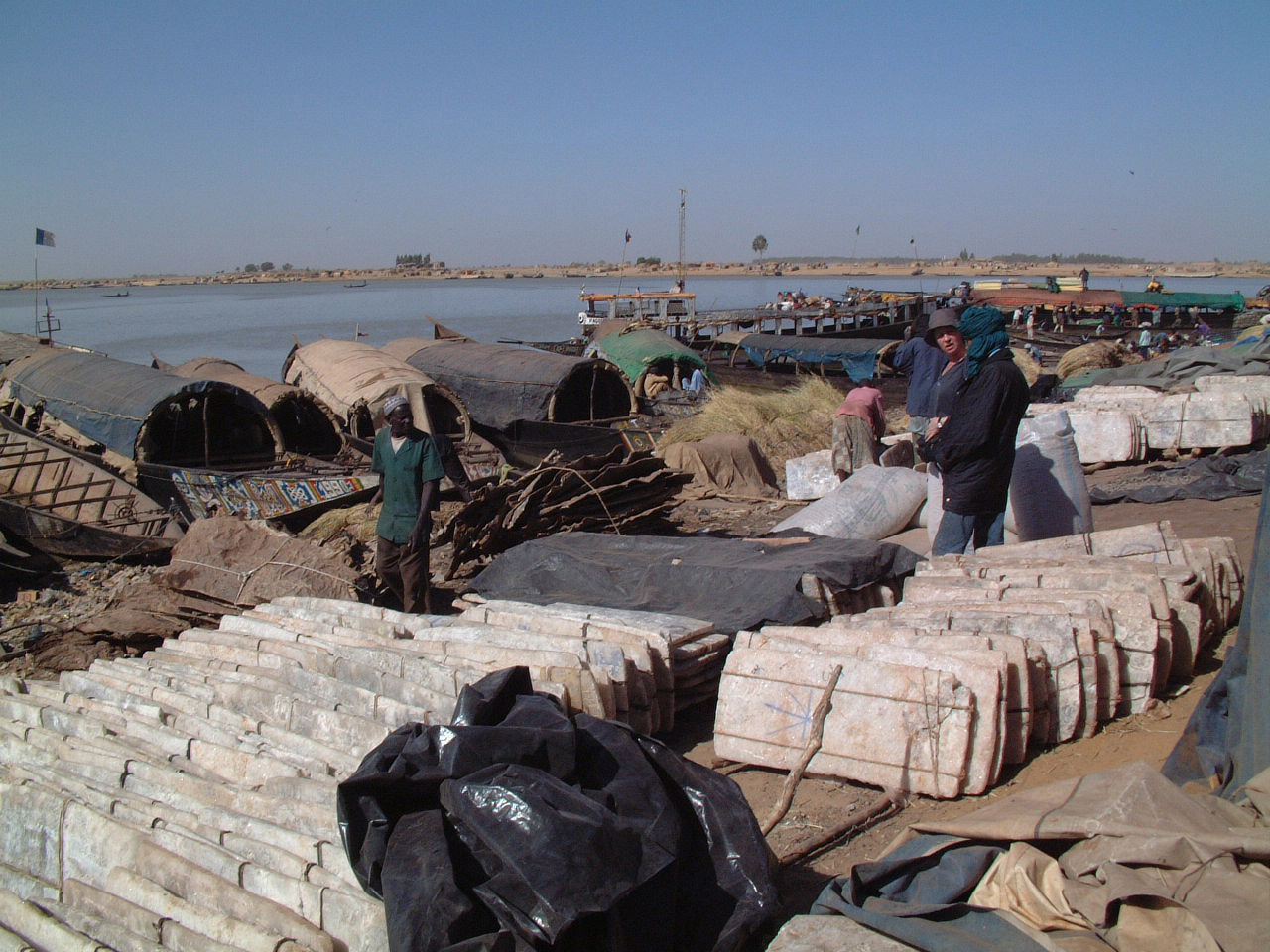
Salzplatten aus Taoudenni in Mopti

Ursprünglich nahe dem brackiges Wasser spendenden Brunnen bei Ksar Smeïda gelegen, verlagerte sich die Salzgewinnung in Richtung des Hügels Agorgot. Heute arbeiten dort, an einem extrem unwirtlichen und lebensfeindlichen Ort, angeblich freie, jedoch zumeist in Schuldknechtschaft stehende Arbeiter, und schlagen im Tagebau mit primitiven Hacken in bis zu 4 m tiefen Gruben aus den Steinsalzschichten Platten in der Größe von etwa 125 cm × 50 cm. Ein adile genannter Barren wiegt, fertig behauen, etwa 30 kg. Tagesnorm ist die Produktion von 4 Platten pro Arbeiter. Bevor die drei qualitativ guten Steinsalzschichten – die tiefste ist die beste (aus ihrer Schichtdicke und der der zweitbesten lassen sich je zwei der Salzplatten hauen) – erreicht sind, müssen aber erst eine 1,50 m starke Deckschicht aus Lehm und einige minderwertige Salzschichten entfernt werden. Das bedeutet, dass der Abraum fast das Vierzigfache des Volumens des verkaufsfähigen Salzes ausmacht. Ist eine Grube ausgebeutet, wird – auf einer freien Fläche zwischen den Abraumhügeln – eine weitere gegraben, so dass mittlerweile tausende existieren. Im Winter 2007/2008 sollen etwa 1000 Mann in Dreierteams in den Gruben gearbeitet haben – fast alle verlassen nach der von Oktober bis April dauernden Abbausaison Taoudenni in den Sommermonaten.

## Transport nach Timbuktu
Traditionell wurden die Salzplatten, vier pro Dromedar, mit einer aus Timbuktu kommenden, von Angehörigen des Stammes der Kunta organisierten und in Tamaschek Azalai genannten Karawane nach Timbuktu transportiert, was 20 Tage dauert. Heutzutage werden vermehrt Lastkraftwagen zum Transport genutzt. Bei Timbuktu wurden die Salzplatten auf dem Niger in den Süden Malis verschifft.

## Heutige Situation
Im Jahr 2006 wurden geologische Erkundungen des Taoudenni-Beckens abgeschlossen und sechs Explorationsblöcke in einem Halbkreis südlich und südöstlich um Taoudenni für die künftige Erdölförderung ausgeschrieben. Algerier und Italiener (ENI) erhielten den Zuschlag.
Aufgrund einer Reorganisation des malischen Territoriums vom Januar 2016 wurde die Gegend um Taoudenni zu einer neuen Verwaltungseinheit, der région Taoudenni, die ihrerseits aus vier Kreisen besteht. Zuvor war die Gegend ein arrondissement des Kreises Timbuktu.
Zentrale Transportwege für Drogen aus Südamerika für den europäischen Markt verlaufen in dieser Gegend.